# 果神星
果神星（32 Pomona，/pəˈmoʊnə/ pə-MOH-nə ）是太阳系内的一颗石质主小行星带小行星，直径约81（50英里）。它于1854年10月26日由德裔法籍天文学家赫尔曼·戈尔德施密特发现，并以罗马果树女神波摩纳命名。果神星的光谱与原始无球粒陨石相似，属于S-型小行星。2008年，乔纳森·布拉德肖记录了由果神星引发的掩星现象，但得出了关于其形状的两种结论。

## 发现和命名
果神星是由德裔法国天文学家赫尔曼·迈耶·所罗门·戈德施密特于1854年10月26日发现，并以罗马果树女神波摩纳的名字命名。

## 物理特征
对果神星的光度观测得出一个自转周期为9.448小时的光变曲线。用这一数据来构建小行星的模型，结果显示它是一个围绕极点黄道坐标为 (β, λ) = (+58°, 267°)旋转的棱角分明的天体，长轴与短轴的长度比大约为1.3。 
果神星的光谱与托伦分类法中的S-型相匹配，类似原始无球粒陨石。对果神星的小行星热惯性测量结果约为20-120 m −2 K −1 s −1/2，相比之下，月球风化层的热惯性为50，而大气中粗砂的热惯性为400。

## 掩星观测
澳大利亚业余天文学家乔纳森·布拉德肖（Jonathan Bradshaw）记录了2008年8月16日由果神星引发的一次不寻常的掩星现象。掩星的最大持续时间为7.1秒；然而，视频记录显示两次相同深度的掩星，每次持续1.2秒，间隔0.8秒。这些数据转换为小行星上的弦长分别为15公里、10公里、15公里，总长度40公里。果神星的IRAS直径为80.76 ± 1.6公里。对于这一观察结果最可能的解释是，这一小行星要么是双星系统（包括接触双星），要么一个表面具有显著凹陷区域的单一小行星。